# 沃爾特斯普林斯 (加利福尼亞州)
沃爾特斯普林斯（英語：Walter Springs）是位於美國加利福尼亞州納帕縣的一個非建制地區。該地的面積和人口皆未知。

## 地理
沃爾特斯普林斯的座標為38°39′13″N 122°21′29″W / 38.65361°N 122.35806°W，而該地的平均海拔高度為308米（即1010英尺）。